# Hermann Killian
Hermann Karl Killian (* 22. Jänner 1965 in Mödling) ist ein ehemaliger österreichischer Basketballspieler.

## Laufbahn
Killian spielte für UKJ Möllersdorf (Vorgängerverein von Arkadia Traiskirchen) und wurde Anfang der 1980er Jahre in die Junioren-Nationalmannschaft berufen. In der Bundesliga spielte er bis 1997 für Möllersdorf. 1991 und 1994 wurde der 1,90 Meter große Aufbauspieler, dessen große Stärke der Wurf war, mit der Mannschaft österreichischer Meister. Im Sommer 1997 gehörte der 1,90 Meter große Flügelspieler zum Aufgebot der österreichischen Nationalmannschaft, die an der Ausscheidungsrunde zur Europameisterschaft teilnahm. Ab 1997 spielte er für den UBC Mattersburg in der Bundesliga und später für den UBC Eisenstadt.
Nach seiner Leistungssportkarriere blieb Killian dem Basketball als Trainer verbunden und trainierte in der Nachwuchsabteilung des BC Hornstein.